# 大分县旗
大分县旗（日语：／ Ōita ken ki）是日本的47面都道府县旗之一。

## 概要
1956年7月24日制定，2007年1月1日，在著作权法明确了在公共场合使用的有关规定。三个红色的“大分”的“大”字围成一圈的设计，象征着大分的真诚与热情，又分别代表了“平等”“和平”“和谐”。

大分县旗（带有县名的设计）

另外，还有一种带有“大分”二字的县旗，（长崎县也有相同的情况）。而正式确立的只有上述的县旗，（即没有文字的县旗）。
另外，1911年指定的古大分县章与县旗不同于此，当初设计的县旗县章，已不具有正式的地位。